# الخطابة (أرسطو)

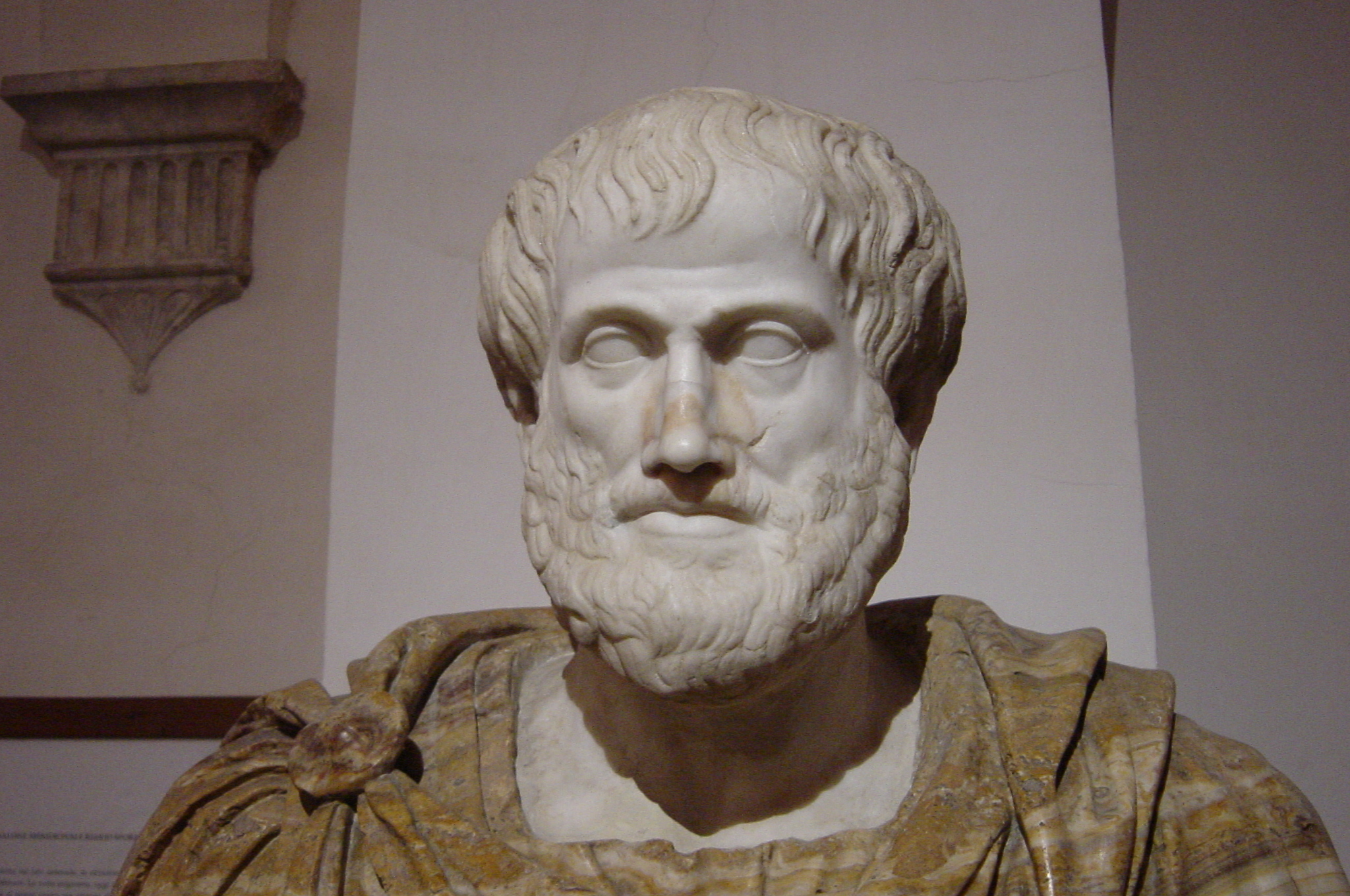

الخَطابة أو ريطوريقا هي إحدى آثار أَرِسْطُوطَالِيس، وتعتبر عند العرب ضمن المجموعة المعروفة بـ «الأورغانون».
دخل الكتاب إلى التراث العربي قرابة القرن الثالث الهجري، وقد ذكرها ابن النديم في الفهرست:
وقد تناوله الفلاسفة المسلمون - مثل الفارابي (ت. 339 هـ) وابن سينا (ت. 429 هـ) وابن رشد (ت. 595 هـ) - بالشرح والتلخيص.